# Альдо Андреані
Альдо Андреані (італ. Aldo Andreani; 1 серпня, 1887, Мантуя — 1971, Мілан) — італійський скульптор і архітектор доби сецесії.

## Життєпис
Народився в місті Мантуя. У родині був ще брат Генрі, з яким він працюватиме разом.
Вищу освіту опановував в Королівському технічному інституті в Мілані, який пізніше отримала статус університету. Працював архітектором та скульптором. Перша архітектурна споруда митця — приватна вілла Занолетті. Серед відомих споруд майстра в Мантуї — Торговельно-промислова палата, найкращий зразок стилю сецесії в місті. На подяку за проект і створення величної споруди її називають також Палаццо Андреані.
Був задіяний в створенні павільйону Ломбардії на виставці в Римі з нагоди 50-річчя створення єдиної держави Італії.
У роки 1-ї світової війни перебрався в Мілан, де працював архітектором (будинки на вулиці Зебреллоні, будинок Занолетті, вілла Расін). Серед найбільш значущих споруд міланського періоду — палаццо Фідія.
Надалі працював директором Управління по охороні та реставрації пам'яток архітектури в Мантуї та Вероні. Під його керівництвом у Мантуї були реставровані Палаццо дель Подеста (1939–1944), Палаццо делла Раджоне (1940–1942), вежа дель Орологіо (вежа з курантами), монастир Сан Франциско (1943–1944).
Помер у Мілані.